# Gymnastik under sommer-OL 1932
Gymnastik under sommer-OL 1932. Gymnastik var med på det olympiske program for niende gang i 1932 i Los Angeles. Der blev konkurreret om elleve olympiske titler, ti individuelle og en holdkonkurrence. I modsætning til forrige OL var alle gymnastikøvelserne kun for mænd.
Der var tilmeldt til sammen 51 gymnaster fra 7 nationer. Kun 46 af de 51 stillede til konkurrencen. USA, Italien, Finland, Ungarn og Japan stillede hold i holdkonkurrencen, mens Schweiz og Mexico kun stillede med udøvere i den individuelle konkurrencen.

## Medaljer
| Gymnastik OL 1932 Los ANgeles | Gymnastik OL 1932 Los ANgeles | Gymnastik OL 1932 Los ANgeles | Gymnastik OL 1932 Los ANgeles | Gymnastik OL 1932 Los ANgeles | Gymnastik OL 1932 Los ANgeles |
| ----------------------------- | ----------------------------- | ----------------------------- | ----------------------------- | ----------------------------- | ----------------------------- |
| Nr.                           | Land                          | Guld                          | Sølv                          | Bronze                        | Totalt                        |
| 1.                            | USA                           | 5                             | 6                             | 5                             | 16                            |
| 2.                            | Italien                       | 4                             | 1                             | 2                             | 7                             |
| 3.                            | Ungarn                        | 2                             | 2                             | 0                             | 4                             |
| 4.                            | Finland                       | 0                             | 1                             | 4                             | 5                             |
| 5.                            | Schweiz                       | 0                             | 1                             | 0                             | 1                             |
| Totalt                        | Totalt                        | 11                            | 11                            | 11                            | 33                            |

## Medaljevinderne
| Disciplin                      | Guld                                                                                         | Sølv                                                                            | Bronze |
| ------------------------------ | -------------------------------------------------------------------------------------------- | ------------------------------------------------------------------------------- | --- |
| Mangekamp, Individuel detaljer | Romeo Neri (ITA)                                                                             | István Pelle (HUN)                                                              | Heikki Savolainen (FIN)                                                                                      |
| Mangekamp, Hold detaljer       | Italien · Oreste Capuzzo · Savino Guglielmetti · Mario Lertora · Romeo Neri · Franco Tognini | USA · Frank Haubold · Frank Cumiskey · Al Jochim · Fred Meyer · Michael Schuler | Finland · Mauri Nyberg-Noroma · Ilmari Pakarinen · Heikki Savolainen · Einari Teräsvirta · Martti Uosikkinen |
| Gulv detaljer                  | István Pelle (HUN)                                                                           | Georges Miez (SUI)                                                              | Mario Lertora (ITA)                                                                                          |
| Reck detaljer                  | Dallas Bixler (USA)                                                                          | Heikki Savolainen (FIN)                                                         | Einari Teräsvirta (FIN)                                                                                      |
| Indiske kegler detaljer        | George Roth (USA)                                                                            | Philip Erenberg (USA)                                                           | William Kuhlemeier (USA)                                                                                     |
| Parallelle barrer detaljer     | Romeo Neri (ITA)                                                                             | István Pelle (HUN)                                                              | Heikki Savolainen (FIN)                                                                                      |
| Bensving detaljer              | István Pelle (HUN)                                                                           | Omero Bonoli (ITA)                                                              | Frank Haubold (USA)                                                                                          |
| Ringe detaljer                 | George Gulack (USA)                                                                          | Bill Denton (USA)                                                               | Giovanni Lattuada (ITA)                                                                                      |
| Tovklatring detaljer           | Raymond Bass (USA)                                                                           | William Galbraith (USA)                                                         | Thomas Connolly (USA)                                                                                        |
| Tumbling detaljer              | Rowland Wolfe (USA)                                                                          | Edwin Gross (USA)                                                               | William Herrmann (USA)                                                                                       |
| Spring over hest detaljer      | Savino Guglielmetti (ITA)                                                                    | Al Jochim (USA)                                                                 | Ed Carmichael (USA)                                                                                          |